# Pandémie de Covid-19 en Amérique
- 1 à 9 cas confirmés
- 10 à 99 cas confirmés
- 100 à 999 cas confirmés
- 1 000 à 9 999 cas confirmés
- 10 000 à 99 999 cas confirmés
- Supérieur à 100 000 cas confirmés

Cet article documente les pays américains touchés par le SARS-CoV-2, responsable de la pandémie de Covid-19 enregistrée pour la première fois en Asie de l'est à Wuhan (Chine), et peut ne pas inclure toutes les réponses et mesures les plus récentes.
Les États-Unis — pays le plus peuplé et pratiquant le plus de tests — concentre la majorité des cas de contamination détectées (plus des trois cinquièmes) et des décès (plus de la moitié) des Amériques.[Quand ?]
L'Amérique latine pourrait connaître une récession de 1,8 % à 3,8 % pour l'année 2020, selon les estimations d'avril 2020. Les exportations devraient chuter de 10,7 %, après avoir déjà baissé de 3 % en 2019. La Commission économique pour l'Amérique latine et les Caraïbes, organisme dépendant de l'ONU, craint des conséquences dramatiques de l'épidémie de coronavirus pour les économies du sous-continent, déjà frappées par la pauvreté, et appelle à la levée des sanctions économiques qui handicapent lourdement Cuba et le Venezuela.
Après que l'Asie, l'Europe et les États-Unis aient été les épicentres mondiaux de la pandémie, l'Amérique du Sud est devenue, selon l'OMS, le nouveau foyer central de la pandémie à partir du 22 mai 2020.
En septembre 2020, elle concentre près d'un tiers des décès liés au Covid-19 alors qu'elle ne représente que 8 % de la population mondiale, une situation notamment due aux déficiences des systèmes de santé. Au cours de l'année 2020, le PIB de la région a reculé de 7,7 % et la pauvreté s'est accrue de près de 10 %.
Le 30 août, les États-Unis ont recensé plus de 6 000 000 cas confirmés, le Brésil plus de 3 800 000, le Pérou, la Colombie et le Mexique chacun plus de 600 000, le Chili et l'Argentine tous deux plus de 400 000, suivis de la Bolivie, de l'Équateur et du Canada, avec chacun plus de 100 000 cas confirmés. Les États-Unis ont enregistré plus de 180 000 décès confirmés, le Brésil plus de 120 000, le Mexique plus de 60 000 et le Pérou plus de 20 000.

## Origine et chronologie
Le premier cas positif au SARS-CoV-2 est enregistré le 21 janvier 2020 aux États-Unis concernant un homme d'une trentaine d'années, originaire de l'État de Washington et hospitalisé à Everett, qui avait récemment voyagé en Chine suivi quatre jours plus tard par le Canada. Un mois plus tard, le Brésil est le premier pays d'Amérique du Sud touché avec un premier cas confirmé le 25 février. Les cas se répandront à partir de mars à l'ensemble du continent, Antilles comprises.
Au 23 mars, les États-Unis, pays le plus peuplé, concentre la majorité des cas de contamination avec 276 décès pour plus de 44 000 cas confirmés (soit 80 % des cas en Amérique). Le 29 février, le premier décès signalé concerne une femme âgée d’une cinquantaine d’années qui a succombé au virus dans l'État de Washington ; un Américain était déjà mort début février des suites de la Covid-19, mais à Wuhan, en Chine.
Au 25 mars 2020, deux cas de contaminations sont signalés à Saint-Christophe-et-Niévès ce qui fait qu'aucun pays d'Amérique n'est alors épargné par la pandémie à l'exception de quelques dépendances.

## Localisation des cas

### Détail des cas par pays
| Lieux                                                                                            | Confirmés              | Décès             | Rétablis              | % morts par cas confirmés | Morts pour 100 000 hab. |
| 35                                                                                               | 37 237 560 (+ 251 235) | 883 102 (+ 3 812) | 14 437 257 (+ 90 333) | -                         | -                       |
| ------------------------------------------------------------------------------------------------ | ---------------------- | ----------------- | --------------------- | ------------------------- | ----------------------- |
| États-Unis                                                                                       | 20 817 140 (+ 180 477) | 353 483 (+ 1 903) | 12 736 512            | 1,7 %                     | 108,04                  |
| Brésil                                                                                           | 7 753 752 (+ 20 006)   | 196 561 (+ 543)   | 6 950 045 (+ 45 873)  | 2,54 %                    | 93,84                   |
| Colombie                                                                                         | 1 686 131 (+ 10 311)   | 44 187 (+ 222)    | 1 552 179 (+ 9 826)   | 2,62 %                    | 89,0                    |
| Argentine                                                                                        | 1 648 940 (+ 8 222)    | 43 634 (+ 152)    | 1 458 083 (+ 5 123)   | 2,65 %                    | 98,07                   |
| Mexique                                                                                          | 1 455 219 (+ 6 464)    | 127 757 (+ 544)   | 1 105 834 (+ 7 403)   | 8,78 %                    | 101,24                  |
| Pérou                                                                                            | 1 019 475 (+ 1 376)    | 37 830 (+ 57)     | 958 682 (+ 0)         | 3,71 %                    | 118,26                  |
| Chili                                                                                            | 620 641 (+ 2 450)      | 16 767 (+ 0)      | 586 900 (+ 2 443)     | 2,7 %                     | 89,52                   |
| Canada                                                                                           | 616 134 (+ 10 058)     | 16 098 (+ 218)    | 523 448 (+ 12 853)    | 2,61 %                    | 43,44                   |
| Panama                                                                                           | 256 230 (+ 2 494)      | 4 197 (+ 57)      | 203 688 (+ 1 872)     | 1,64 %                    | 100,48                  |
| Équateur                                                                                         | 215 080 (+ 466)        | 14 069 (+ 10)     | 190 350 (+ 0)         | 6,54 %                    | 82,35                   |
| République dominicaine                                                                           | 175 374 (+ 2 043)      | 2 419 (+ 1)       | 133 812 (+ 877)       | 1,38 %                    | 22,76                   |
| Costa Rica                                                                                       | 172 436 (+ 3 115)      | 2 229 (+ 44)      | 132 916 (+ 993)       | 1,29 %                    | 44,58                   |
| Bolivie                                                                                          | 163 671 (+ 1 010)      | 9 219 (+ 18)      | 133 671 (+ 424)       | 5,63 %                    | 81,2                    |
| Guatemala                                                                                        | 138 656 (+ 181)        | 4 835 (+ 2)       | 127 797 (+ 347)       | 3,49 %                    | 28,03                   |
| Honduras                                                                                         | 123 398 (+ 29)         | 3 181 (+ 1)       | 57 348 (+ 0)          | 2,58 %                    | 33,18                   |
| Venezuela                                                                                        | 114 407 (+ 177)        | 1 038 (+ 4)       | 108 468 (+ 200)       | 0,91 %                    | 3,6                     |
| Paraguay                                                                                         | 109 837 (+ 764)        | 2 305 (+ 13)      | 85 800 (+ 963)        | 2,1 %                     | 33,14                   |
| Salvador                                                                                         | 47 087 (+ 284)         | 1 364 (+ 6)       | 42 004 (+ 217)        | 2,9 %                     | 21,24                   |
| Uruguay                                                                                          | 21 426 (+ 603)         | 211 (+ 7)         | 15 539 (+ 414)        | 0,98 %                    | 6,12                    |
| Jamaïque                                                                                         | 13 203 (+ 154)         | 304 (+ 0)         | 10 973 (+ 140)        | 2,3 %                     | 10,36                   |
| Cuba                                                                                             | 12 740 (+ 316)         | 147 (+ 0)         | 10 837 (+ 161)        | 1,15 %                    | 1,3                     |
| Belize                                                                                           | 10 938 (+ 37)          | 257 (+ 7)         | 10 095 (+ 101)        | 2,35 %                    | 67,09                   |
| Haïti                                                                                            | 10 127 (+ 0)           | 236 (+ 0)         | 8 672 (+ 0)           | 2,33 %                    | 2,12                    |
| Bahamas                                                                                          | 7 924 (+ 10)           | 175 (+ 0)         | 6 239 (+ 0)           | 2,21 %                    | 45,38                   |
| Trinité-et-Tobago                                                                                | 7 178 (+ 10)           | 127 (+ 0)         | 6 718 (+ 28)          | 1,77 %                    | 9,14                    |
| Suriname                                                                                         | 6 493 (+ 100)          | 124 (+ 1)         | 5 913 (+ 30)          | 1,91 %                    | 21,53                   |
| Guyana                                                                                           | 6 379 (+ 21)           | 166 (+ 2)         | 5 936 (+ 37)          | 2,6 %                     | 21,31                   |
| Nicaragua                                                                                        | 6 046 (+ 0)            | 165 (+ 0)         | 4 225 (+ 0)           | 2,73 %                    | 2,55                    |
| Barbade                                                                                          | 606 (+ 50)             | 7 (+ 0)           | 324 (+ 5)             | 1,16 %                    | 2,44                    |
| Sainte-Lucie                                                                                     | 360 (+ 7)              | 5 (+ 0)           | 292 (+ 3)             | 1,39 %                    | 2,75                    |
| Antigua-et-Barbuda                                                                               | 160 (+ 0)              | 5 (+ 0)           | 148 (+ 0)             | 3,13 %                    | 5,19                    |
| Grenade                                                                                          | 127 (+ 0)              | 0 (+ 0)           | 107 (+ 0)             | 0 %                       | 0,0                     |
| Saint-Vincent-et-les-Grenadines                                                                  | 124 (+ 0)              | 0 (+ 0)           | 100 (+ 0)             | 0 %                       | 0,0                     |
| Dominique                                                                                        | 88 (+ 0)               | 0 (+ 0)           | 83 (+ 0)              | 0 %                       | 0,0                     |
| Saint-Christophe-et-Niévès                                                                       | 33 (+ 0)               | 0 (+ 0)           | 31 (+ 0)              | 0 %                       | 0,0                     |
| Données du Center for Systems Science and Engineering de l'université Johns-Hopkins (CC BY 4.0). |                        |                   |                       |                           |                         |

## Pandémie par pays

### Amérique du Nord
En Amérique du Nord, les principaux foyers de l'épidémie pandémique se trouvent dans la région de la ville de New York et dans la région de Montréal, régions qui concentrent plus de la moitié de la mortalité de chacun des deux pays jusque fin avril 2020.
Les deux villes côtières sont distantes d'environ 500 kilomètres.
Les vallées des deux régions sont reliées par le Canal Champlain et de lac Champlain situés à 30 mètres d'altitude.
Au 26 avril 2020, dans le voisinage de la ville de New York, trois États, l’État de New York 16 599 décès, le New Jersey 5863, et le Michigan 3 274 décès cumulent 25 736 décès soit plus de la moitié des décès des États-Unis.
Au 26 avril 2020, plus de la moitié des 2 560 décès canadiens se trouvent dans la province de Québec qui en compte 1515.

#### Canada

Carte de l'épidémie de Covid-19 au Canada

Au Canada, les régions les plus touchées par la maladie sont Montréal et Toronto.
La pandémie à Montréal touche en particulier des populations immigrées, des quartiers densément peuplés, le secteur de la santé, et les maisons de retraites.
Le lundi 17 février, le gouvernement fédéral annonce que les Canadiens à bord du Diamond Princess seront rapatriés, sauf ceux déclarés atteints par le virus (32 sur 256 au 17 février).
Le 28 février, un premier cas est signalé au Québec, une femme hospitalisée à l'hôpital de Verdun près de Montréal quelques jours après un retour d'Iran.
Le jeudi 12 mars, l'Ontario annonce la fermeture de toutes ses écoles du 14 mars au 5 avril pour éviter la propagation de la pandémie.
Le 13 mars, le premier ministre du Québec, François Legault, décide de fermer tous les établissements scolaires, les centres de la petite enfance et les garderies pendant deux semaines, soit du 16 au 30 mars.
Le 15 mars, le gouvernement du Québec demande la fermeture de tous les bars, les cinémas, les discothèques et des commerces qui ne menacent pas la survie de la province. Lors de cette annonce, le premier ministre du Québec souligne que toutes les personnes malades « […] sont associées à un retour de l'étranger. Il n'y a donc pas de transmission communautaire soutenue pour l'instant […] » au Québec.
En date du 16 mars, 50 cas sont confirmés au Québec et 324 pour l'ensemble du Canada.
Le 21 mars, le nombre de cas au Canada se compte désormais en milliers pour 1 048 cas confirmés.

#### États-Unis

Carte de l'épidémie de Covid-19 aux États-Unis

Aux États-Unis, les villes les plus touchées fin avril 2020 sont New York, Détroit et le Grand Boston. À New York, plus de 0,2 % des employés du métro ont été tués par le virus.
Plus de 500 Américains rapatriés de Wuhan sont mis en quarantaine début février, de même que plus de 300 croisiéristes du Diamond Princess à leur arrivée aux États-Unis, parmi lesquels 14 sont testés positifs au virus,.
L'état d'urgence est déclaré dans l'État de Washington après le premier décès d'un malade aux États-Unis, mort dans un centre de soins de Kirkland dans la banlieue de Seattle (Washington) le 29 février. D'autres cas concernant des personnes n'ayant ni voyagé à l'étranger, ni été en contact avec des voyageurs sont détectés en Californie et dans l'Oregon, faisant craindre une circulation du virus sur la côte ouest. Le 1er mars, 8 cas sont détectés dans l'Oregon. Selon le New York Times, le virus circulerait sur le sol américain depuis des semaines. Ce journal cite le Dr Mike Famulare (Institute for Disease Modeling, Bellevue College (en), État de Washington) qui suppose que le virus circulerait depuis la mi-janvier et que 150 à 1 500 cas ne seraient pas détectés au 29 février.
Donald Trump déclare l'état d'urgence sanitaire nationale aux États-Unis à partir du 13 mars[réf. nécessaire]. Il met l'accent sur le dépistage[réf. nécessaire].
Le 14 mars, Donald Trump effectue le test de dépistage. Le 15 mars, ses résultats sont annoncés : son test est négatif.

#### Mexique

Carte de l'épidémie de Covid-19 au Mexique

Après plusieurs cas suspects s'étant révélés être négatifs durant les mois de janvier et de février, 3 premiers cas confirmés de la COVID-19 sont recensés au Mexique le 27 février, apparemment importés par un Mexicain de 35 ans s'étant rendu en Italie pour une conférence,. Au 2 mars, il y avait cinq cas confirmés dans le pays, dans les États de Sinaloa, Coahuila, et Chiapas et dans la ville de Mexico, ainsi que 21 cas suspects dans d'autres États ; de plus, au moins 8 porteurs asymptomatiques du SARS-CoV-2 ont été détectés le 2 mars dans la ville de Mexico, et 1 autre à Tlalnepantla. Toujours le 2 mars, 122 personnes ayant été en contact avec les 5 cas confirmés étaient placées sous surveillance. Ce même jour, le premier patient détecté peut quitter l'hôpital. Au 3 mars, le nombre de cas suspects dans le pays monte à 39, mais seule une femme de 44 ans est hospitalisée. Au 6 mars, un cas confirmé à Huixquilucan, un homme de 71 ans revenant d'Italie et mis-en-quarantaine dans un hôpital, ce qui en fait le sixième cas confirmé au Mexique, et deux autres cas suspects sont détectés aussi à Huixquilucan et à Metepec, correspondant à deux individus ayant voyagé en Europe. Au 10 mars, sept cas étaient confirmés et le nombre de cas suspect était tombé à 37. Le 11 mars, le nombre de cas confirmés monte à 12 (les 5 nouveaux cas revenant tous d'Espagne, de Chine, d'Allemagne ou des États-Unis) et celui de cas suspects à 49. Au 16 mars, le nombre de cas confirmés était monté à 82, et le nombre de cas suspects à 171, répartis dans tous les États du Mexique sauf Campeche. 87 % des cas confirmés sont traités par soins ambulatoires, c'est-à-dire qu'ils ne nécessitent pas d'hospitalisation. Parmi les cas graves se trouvent l'entrepreneur José Kuri, proche de Carlos Slim Helú, contaminé lors d'un séjour au Colorado, et qui se trouvait dans un état critique le 16 mars. De plus, le même jour, environ 200 Mexicains se retrouvent bloqués à Lima, au Pérou, lorsque l'état de siège y est déclaré. Plusieurs de ces cas sont des personnes - mexicaines ou américaines - revenant des États-Unis. Au 17 mars, il y avait 93 cas confirmés et 206 cas suspects au Mexique ; 86 % de ces cas pouvaient être traités par soins ambulatoires, 9 % étaient hospitalisés dans un état stable, 2 % étaient hospitalisés dans un état délicat, 3 % des patients diagnostiqués avaient guéris.
Le 19 mars 2020, un premier décès lié à la Covid-19 est enregistré, celui d'un homme de 41 ans atteint de diabète qui a probablement été contaminé lors d'un concert de rock s'étant tenu le 3 mars. À cette date, plus de 100 cas sont confirmés au Mexique, et l’État le plus touché par la Covid-19 est celui de Nuevo León avec 25 cas confirmés. Le même jour, après des achats de panique ayant épuisés les supermarchés en Californie, des Américains traversent la frontière pour effectuer d'autres achats de panique au Mexique, épuisant plusieurs supermarchés de Tijuana. Le 20 mars, un deuxième décès lié à la Covid-19 était enregistré, le nombre de cas confirmés était monté à 203 (c'est-à-dire 11% des personnes venant se faire dépister) et celui de cas suspects à 606. Toujours le 20, les États-Unis et le Mexique se mettent d'accord pour fermer leur frontière à tous les voyages non essentiels. À partir du 20 mars, l'Université Autonome de San Luis Potosí suspend ces cours, et du 21 l’État de San Luis Potosí est placé en quarantaine. Au 22 mars, il y avait 316 confirmés de Covid-19 au Mexique. Au 23 mars, deux nouveaux morts portaient le nombre total de décès à 4, et le nombre de cas confirmés montait à 367 - dont 280 avaient contracté le virus à l'étranger.
Durant la pandémie de Covid-19, le Mexique doit de plus gérer le retour de la rougeole sur son territoire et tenter d'en limiter l'épidémie,.

#### Bermudes (Royaume-Uni)
Au 23 mars, le territoire britannique des Bermudes avait recensé six cas de contamination, dont un qui est un contact familial proche d'un passager sur le vol BA2233 du 8 mars 2020 et un qui est arrivé sur le vol BA2233 le 17 mars ; deux personnes sont arrivées aux Bermudes en jet privé.
Le 20 mars, le ministre de la Santé a signé un arrêté de fermeture de toutes les écoles, piscines d'hébergement touristique, gymnases, salons de beauté, spas et barbiers ainsi que les services religieux (sauf les funérailles), les activités des clubs sportifs et les concerts avec plus de 50 personnes.

#### Groenland (Danemark)
Le 16 mars, le premier cas sur le territoire a été confirmé avec patient infecté vivant dans la capitale Nuuk.
Tous les vols non essentiels à destination et en provenance du Groenland, ainsi que les vols intérieurs, sont alors fortement déconseillés. Les rassemblements publics de plus de 100 personnes sont découragés et il est recommandé aux citoyens revenant des zones à haut risque de s'isoler pendant deux semaines.
Au 23 mars 2020, quatre cas avaient été confirmés.

#### Saint-Pierre-et-Miquelon (France)
La préfecture de Saint-Pierre et Miquelon a confirmé le 4 avril qu'un habitant de l’archipel, rentré par avion le 16 mars, a été testé positif au coronavirus.

### Amérique centrale

#### Belize
Le Premier ministre Dean Barrow annonce le 23 mars qu'une patiente de 38 ans originaire de San Pedro qui se rend fréquemment aux États-Unis, avait été testé positif au COVID-19. Des mesures de quarantaine sont envisagées sans être encore appliquées.

#### Costa Rica
- Pandémie de Covid-19 au Costa Rica

#### Nicaragua
- Pandémie de maladie à coronavirus de 2020 au Nicaragua (es)

Le pouvoir nicaraguayen refuse toute restriction d’activités face au Covid-19, il affiche l’un des bilans les plus bas du monde, mais il est accusé par son opposition de minorer les chiffres.
Le Nicaragua traite les patients atteints de Covid-19 avec de l’interféron dès mars 2020, puis avec de l’hydroxychloroquine indienne à partir de juillet 2020. Il adopte l’ivermectine en traitement préventif des personnels de santé depuis janvier 2021.

#### Panama
- Pandémie de maladie à coronavirus de 2020 au Panama (es)

#### Salvador
- Pandémie de Covid-19 au Salvador

### Amérique du Sud
Dans certaines pays d'Amérique du Sud, des marchés ont joué un rôle dans la pandémie.

#### Brésil
Un premier cas en Amérique du Sud est signalé le 26 février au Brésil : il s'agit d'une personne ayant voyagé en Italie. Contrairement à ce qui avait été annoncé, le président Bolsonaro n'est pas testé positif au coronavirus le 13 mars. Le test fait suite à la contamination d'un de ses collaborateurs, Fabio Wajngarten, testé positif au retour d'un voyage diplomatique aux États-Unis au cours duquel il avait été physiquement en contact avec les présidents Jair Bolsonaro et Donald Trump. Au 16 mars, 234 cas de Covid-19 étaient confirmés au Brésil, dont 152 dans l'État de São Paulo. Ce jour-là, des mesures sanitaires anti-covid dans les prisons de cet État, envers les détenus en semi-liberté - ceux qui ont le droit de sortir travailler le jour mais qui doivent rentrer en prison la nuit et qui risquent donc de ramener le virus depuis l'extérieur - provoquent des rébellions dans quatre prisons et des évasions massives de détenus.
Le président Bolsonaro tente d'autoriser la suspension des contrats de travail et des salaires pour une durée maximale de quatre mois. Selon le projet de loi, finalement rejeté par le Parlement, l’entreprise aurait pu « accorder au salarié une aide compensatoire mensuelle » dont la valeur restait cependant à négocier. L’ex-président Lula a proposé la création d’une allocation temporaire pour les travailleurs précaires afin que le confinement ne soit pas le privilège d’une seule classe.
São Paulo est le principal premier État touché, mais les autres États touchés se trouvent dans le bassin de l'Amazonie.
- São Paulo capitale São Paulo
- Rio de Janeiro capitale Rio de Janeiro
- Ceará capitale Fortaleza
- Pernambouc capitale Recife
- Amazonas capitale Manaus

#### Équateur
Le 16 mars, le président équatorien Lenín Moreno décide de fermer les frontières, ce qui a entre-autres pour conséquence de coincer des Équatoriens qui se trouvaient à l'étranger en-dehors de leur pays.
Le gouvernement équatorien annonce une réduction des dépenses publiques, des baisses de salaires des fonctionnaires et le recours à l'endettement pour faire face aux conséquences économiques du coronavirus et de la baisse du prix du pétrole.

#### Guyana
- Pandémie de Covid-19 au Guyana

Le 11 mars 2020, le premier cas de coronavirus a été enregistré au Guyana chez une femme de 52 ans souffrant de problèmes de santé sous-jacents, notamment de diabète et d'hypotension, patiente qui est décédée à l'hôpital public de Georgetown une semaine après.
Le 18 mars 2020, la Guyana Civil Aviation Authority a fermé les aéroports du pays aux vols internationaux de passagers entrants pendant 14 jours.

#### Paraguay
- Pandémie de Covid-19 au Paraguay

#### Pérou
Le 6 mars, un premier cas est confirmé par les autorités. Il s'agit d'un homme de 25 ans ayant séjourné en Espagne, en France et en Tchéquie. Le 16 mars, l'état de siège et la fermeture des frontières sont déclarés à cause de la pandémie, ce qui bloque au Pérou toutes les personnes qui s'y trouvent, y compris les étrangers souhaitant retourner dans leurs pays.
Avant même d'être atteint par la pandémie de Covid-19, le Pérou devait affronter une épidémie de dengue depuis novembre 2019, qui reste en cours durant la pandémie.

#### Suriname
- Pandémie de Covid-19 au Suriname

#### Uruguay
- Pandémie de Covid-19 en Uruguay

#### Venezuela
Au cours de la pandémie de coronavirus 2019-2020, les deux premiers patients atteints de la nouvelle maladie coronavirus ont été confirmés au Venezuela le 13 mars 2020. Le 17 mars, il est annoncé 36 cas de contamination.

#### Guyane française (France)
Cinq cas à Saint-Laurent-du-Maroni sont signalés le 4 mars : ils revenaient de Mulhouse, où ils avaient participé à un rassemblement évangélique.

#### Îles Malouines (Royaume-Uni)
Le territoire britannique est relativement épargné puisqu'il est isolé et ne compte que trois mille habitants dont plus d'un tiers de militaires britanniques. Cependant, le territoire ne compte pas de structures hospitalières suffisant pour faire face à une épidémie d'ampleur.
Le 4 avril, un premier cas positif est révélé : il s'agit d'un membre du personnel des forces britanniques

### Caraïbes

#### Antigua-et-Barbuda
31 médecins et infirmiers cubains sont venus renforcer les équipes à l’hôpital public.

#### République dominicaine
Cuba a expédié 25 infirmières, 5 médecins et 4 techniciens de laboratoire pour aider le pays.

#### Dominique
Le 22 mars, un citoyen de 54 ans, récemment revenue du Royaume-Uni, a été confirmé comme la première personne testée positive pour le coronavirus.

#### Grenade
Une femme de 50 ans arrivée à la Grenade en provenance du Royaume-Uni à bord de l'avion Virgin Atlantic qui a atterri à l'aéroport international Maurice Bishop le 16 mars 2020, est devenue le 22 mars le premier cas confirmé de la Grenade pour Covid-19.
La Grenade a alors annoncé qu'à compter du 23 mars 2020 et jusqu'à nouvel ordre, les aéroports seront fermés à tout trafic commercial de passagers. L'exception sera un vol de British Airways qui a été pré-approuvé pour l'atterrissage le 25 mars.

#### Haïti
Le 16 mars, le Premier ministre haïtien, Joseph Joute a annoncé une suspension de deux semaines des vols en provenance d'Europe, du Canada, de la République dominicaine et d'Amérique latine.
Haïti bénéficie de l’assistance et l’expertise cubaines avec le déploiement d’un contingent de 348 médecins et infirmiers sur tout son territoire.
Le 19 mars, les deux premiers cas dans le pays ont été confirmés. La super star haïtienne Roody Roodboy est l'une des deux premières personnes touchées par le coronavirus en Haïti. Il a été rapidement isolé et le gouvernement haïtien a pris toutes les mesures nécessaires pour protéger la nation.

#### Jamaïque
- Pandémie de Covid-19 en Jamaïque

La Jamaïque reçoit le renfort d'une délégation de 140 cubains, composée de 90 infirmières et 46 médecins[Quand ?].

#### Saint-Christophe-et-Niévès
Au 23 mars, le pays est encore épargné. Le premier ministre Timothy Harris déclare alors que les non-ressortissants venant de plusieurs pays comme la Chine, l'Iran, la Corée du Sud, Singapour, l'Europe, le Royaume-Uni et les États-Unis se verraient refuser l'entrée dans le pays. Il prévoit également une période de quarantaine obligatoire de 14 jours pour les ressortissants arrivant de ces pays.
Le 25 mars, un homme de 21 ans et une femme de 57 ans arrivés de New York sont devenus les deux premiers cas confirmés de COVID-19

#### Saint-Vincent-et-les-Grenadines
Le gouvernement de Saint-Vincent et les Grenadines a salué les actions de Cuba qui aide avec 4 médecins et 12 infirmières sur l’île. L'île de Grenade veut faire des essais cliniques avec l’Interféron Alpha-2B, la molécule anti-virale produite à Cuba.

#### Sainte-Lucie
Une centaine de médecins et d’infirmières cubains aide le gouvernement à déménager les services hospitaliers dans une nouvelle structure, avec la mise en place d’un service pour maladies respiratoires.

#### Territoires britanniques (Royaume-Uni)

##### Anguilla
Anguilla a fermé la mer et les aéroports pendant 14 jours à partir du 20 mars. L'île a imposé l'auto-quarantaine aux voyageurs qui ont été en dehors de la région des Caraïbes dans les 14 jours avant l'arrivée.
Depuis le 23 mars, soixante personnes ont été mises en quarantaine à Anguilla en raison de leurs récents voyages en provenance de pays où le coronavirus est présent : si six personnes ont été testées pour le virus, trois de ces tests ont été négatifs.

##### Îles Caïmans
- Pandémie de maladie à coronavirus de 2020 aux îles Caïmans (en)

Le 26 février, les Îles Caïmans ont refusé l'accès aux ports à un navire de croisière car il transportait un passager présumé infecté par le coronavirus.
Le 12 mars, le premier cas a été confirmé, l'homme de 68 ans est décédé deux jours plus tard.

##### Montserrat
Le premier cas de Covid-19 importé est enregistré le 17 mars : Il s'agit d'un îlien qui a voyagé le 10 mars 2020 sur le vol British Airways (BA 2157) de Londres à Antigua, avant d'arriver à Montserrat. Les autorités antiguaises ayant appris le 13 mars qu'un passager de ce vol était tombé malade avec la Covid-19, le ministère de la santé a activé son protocole d'enquête sur les épidémies pour localiser, évaluer et mettre en quarantaine tous les passagers dudit vol.
Le gouvernement applique alors des consignes plus strictes d'isolement en interdisant les rassemblements de plus de 25 personnes ou en isolant les personnes âgées de 70 ans et plus.

##### Îles Turques-et-Caïques
Le 23 mars, le premier cas de contamination est officiellement enregistré. Le gouvernement enregistre le premier décès le 5 avril

##### Îles Vierges britanniques
Le 25 mars, le gouverneur des îles Vierges britanniques confirme leurs deux premiers cas de COVID-19 : l'un des patients était un résident masculin de 56 ans qui a voyagé d'Europe le 15 mars et l'autre était un résident masculin de 32 ans qui a récemment voyagé de New York et est entré en contact avec une personne dont le test de COVID-19 le 8 mars.

#### Antilles françaises (France)

##### Martinique
Au stade 3 de l'épidémie, et en confinement depuis le 16 mars 2020, l'île de la Martinique compte 111 personnes diagnostiquées positives le 29 mars 2020. Soit six de plus que la veille.12 personnes sont en réanimation, deux sont guéries et deux décès sont à déplorer depuis le début de l'épidémie.

#### Territoires ultramarins (Pays-Bas)

##### Aruba
- Pandémie de maladie à coronavirus de 2020 à Aruba (en)

##### Curaçao
- Pandémie de maladie à coronavirus de 2020 à Curaçao (en)

Le 13 mars 2020, le Premier ministre Eugene Rhuggenaath a annoncé le premier cas confirmé de coronavirus dans le pays - un néerlandais de 68 ans arrivé des Pays-Bas et qui était en vacances à Curaçao avec sa conjointe.
Après l'annonce, le pays a annoncé que tous les vols en provenance d'Europe seraient interrompus. Le 18 mars 2020, le premier cas diagnostiqué est décédé au Centre médical de Willemstad. Le 22 mars, le pays enregistre quatre cas liés au couple sur 144 personnes testés : de nouvelles restrictions sont appliqués comme la limitation des courses à un seul membre de la famille avec 50 personnes maximum dans l'établissement (30 dedans et 20 dans la file d'attente extérieure).
Le 26 mars, 3 nouveaux cas sont détectés dont un employé du laboratoire ADC à Otrabanda, qui effectuait les tests pour l'hôpital.

##### Pays-Bas caribéens
C'est au 31 mars que deux premiers cas sont confirmés à Sainte-Eustache .
Le 12 avril, le premier cas a été confirmé sur l'île de Saba ; le lieutenant-gouverneur Jonathan Johnson ordonne le confinement. Le lendemain, c'est finalement deux cas qui sont positifs avec plus de 70 personnes en quarantaine.
L'ile de Bonaire ne reste épargnée que jusqu'au 16 avril

#### Territoires américains (États-Unis)

##### Îles Vierges des États-Unis
Conséquences économiques et sociales
Le Centre d’études internationales de l’Université catholique du Chili (CEIUC)écrit dans un rapport publié en janvier 2022 : « La pandémie de Covid-19 a eu de dures conséquences, s’alarme, de son côté, le CEIUC, dans son rapport “Risques politiques en Amérique latine 2022”. Vingt millions d’emplois ont été détruits, les niveaux de travail informel ont explosé, l’inégalité a augmenté et la pauvreté touche un tiers [de la population]. »